# Finnestorp

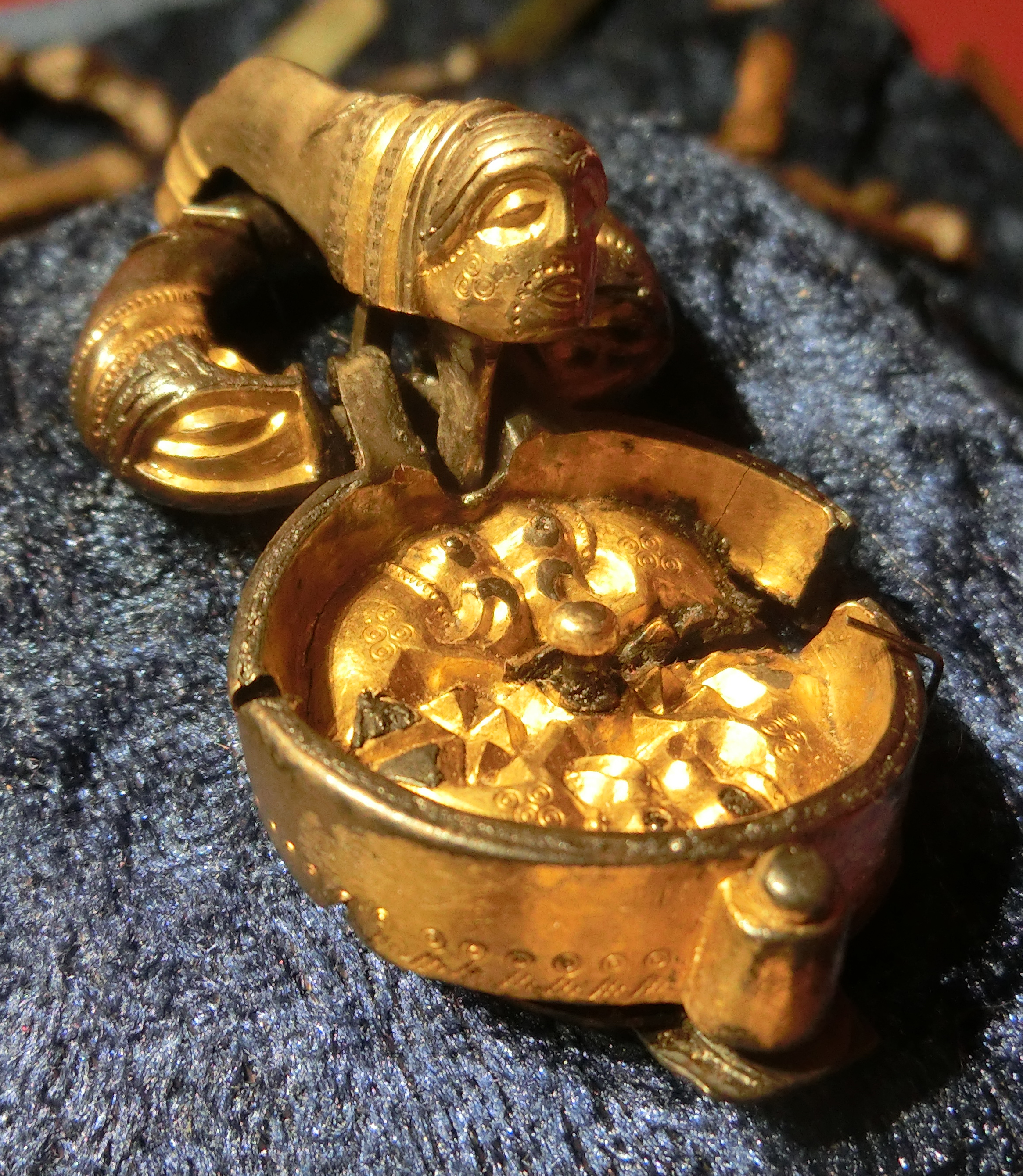
Bältesspänne föreställande Oden eller Balder, med Suttungs mjöd och två örnar

Finnestorp är en offermosse i Larvs socken, Västergötland; en av Sveriges mycket få vapenofferplatser från järnåldern. Rika fynd särskilt från folkvandringstiden har gjorts i ett stort våtmarksområde där Katebrobäcken rinner ut i ån Lidan, på vägen mellan Floby och Larv. Sedan systematiska undersökningar påbörjats år 2000 har fynden blivit så talrika att Finnestorp börjar likna Skedemosse på Öland i dignitet. I närområdet finns många gravhögar, bautastenar, runstenar och domarringar med mera.

## Fynden
Första fyndet, ett tveeggat svärd, påträffades år 1902 vid ett brobygge som var en del av en ny väg förbi Finnestorp. Två år senare, år 1904, grävdes fyndplatsen ut av studenterna Otto Frödin och Gustav Hallström. Vid utgrävningarna fann man flera fragment av betselkedjor, flera silverföremål samt en svärdsknapp med niello. Med undantag för en mindre undersökning 1959, där järnföremål från sadel- och seldon samt hästtänder hittades, låg offermossen bortglömd i nästan 80 år.
År 1973 byggdes en ny bro intill den gamla utan att någon arkeologisk undersökning utfördes. När markägaren år 1978 rensade bäcken fann han ett djurhuvudformat betselbeslag i brons som muddrats bort vid brobygget. År 1980 gjordes en mindre undersökning där provgropar grävdes till ett djup av 0,4 – 1 m. När man år 2001 påbörjade en större utgrävning av området norr om vägen visade det sig att man påträffades många fynd på 1,2 m djup. Bland annat söljor, remkorsningsbeslag, droppskor och ett antal mindre föremål. Utgrävningen 20 år tidigare hade med andra ord inte gjorts tillräckligt djupt och en del föremål kan ha missats. Utgrävningarna har fortgått under hela 2000-talet med ett ökat antal fynd. Fynden bedöms komma från folkvandringstid år 350–550 e.Kr.

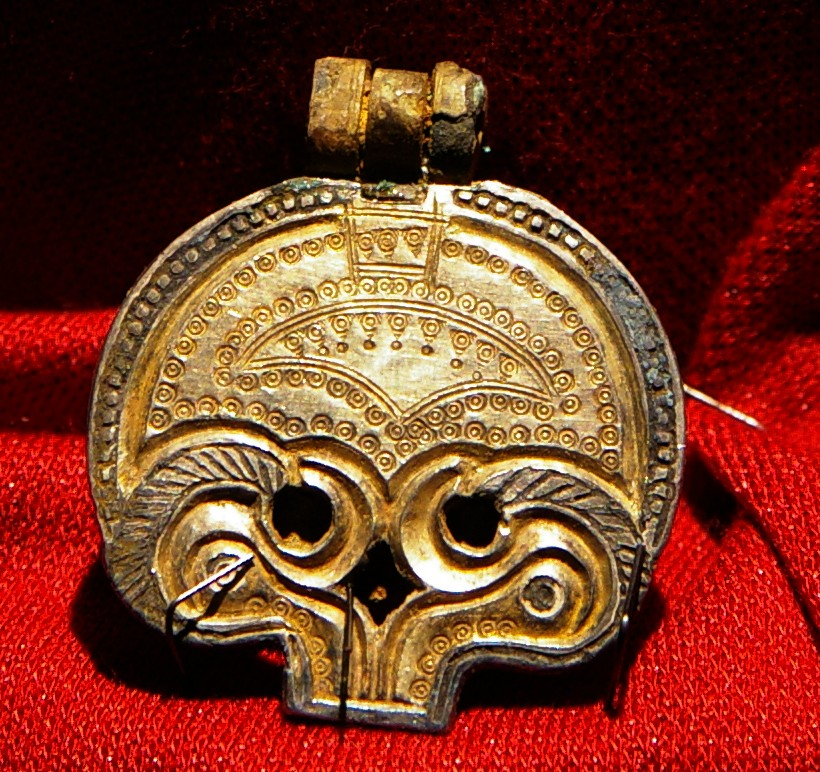
Peltehänge.
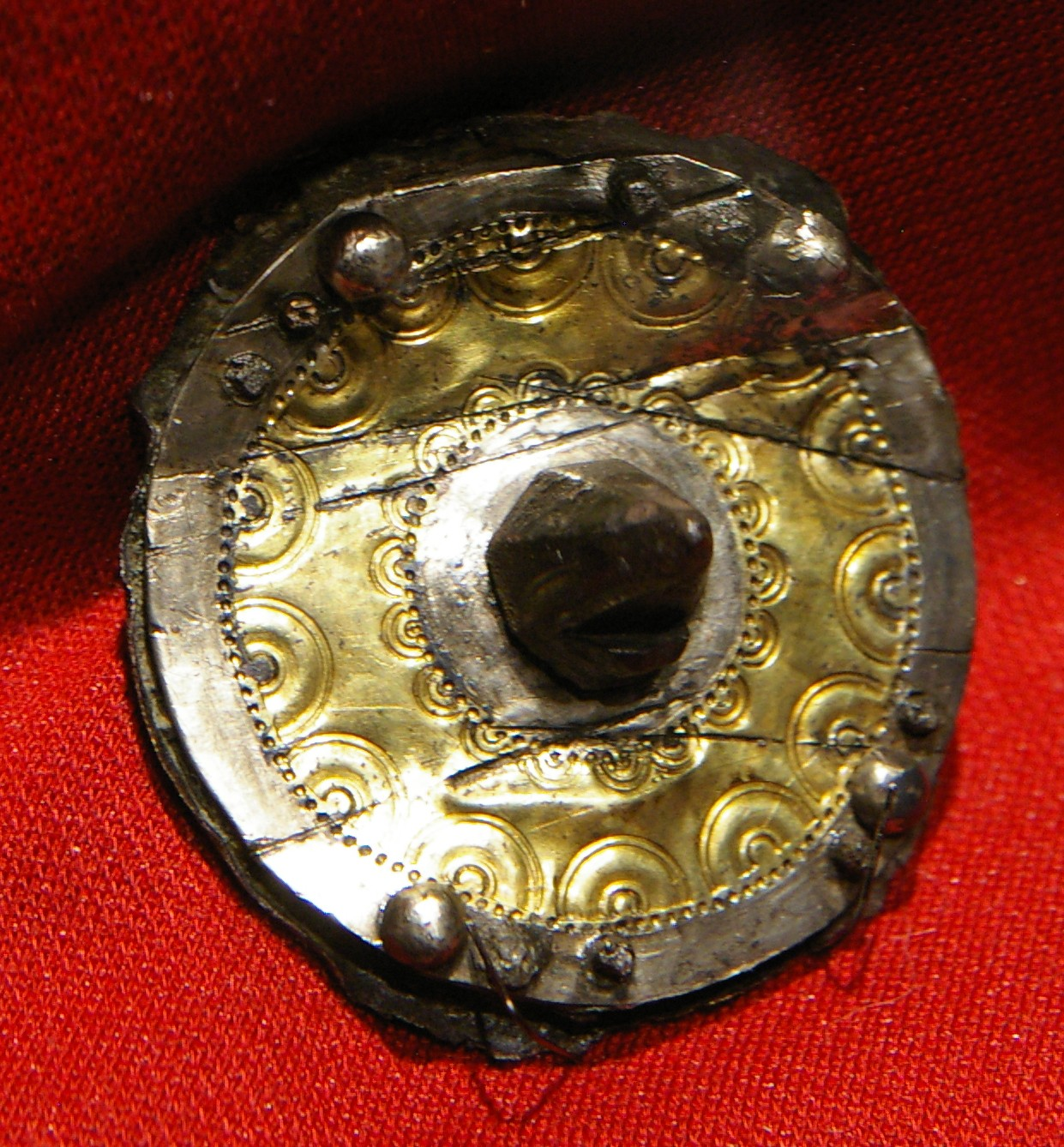
Betselbeslag.
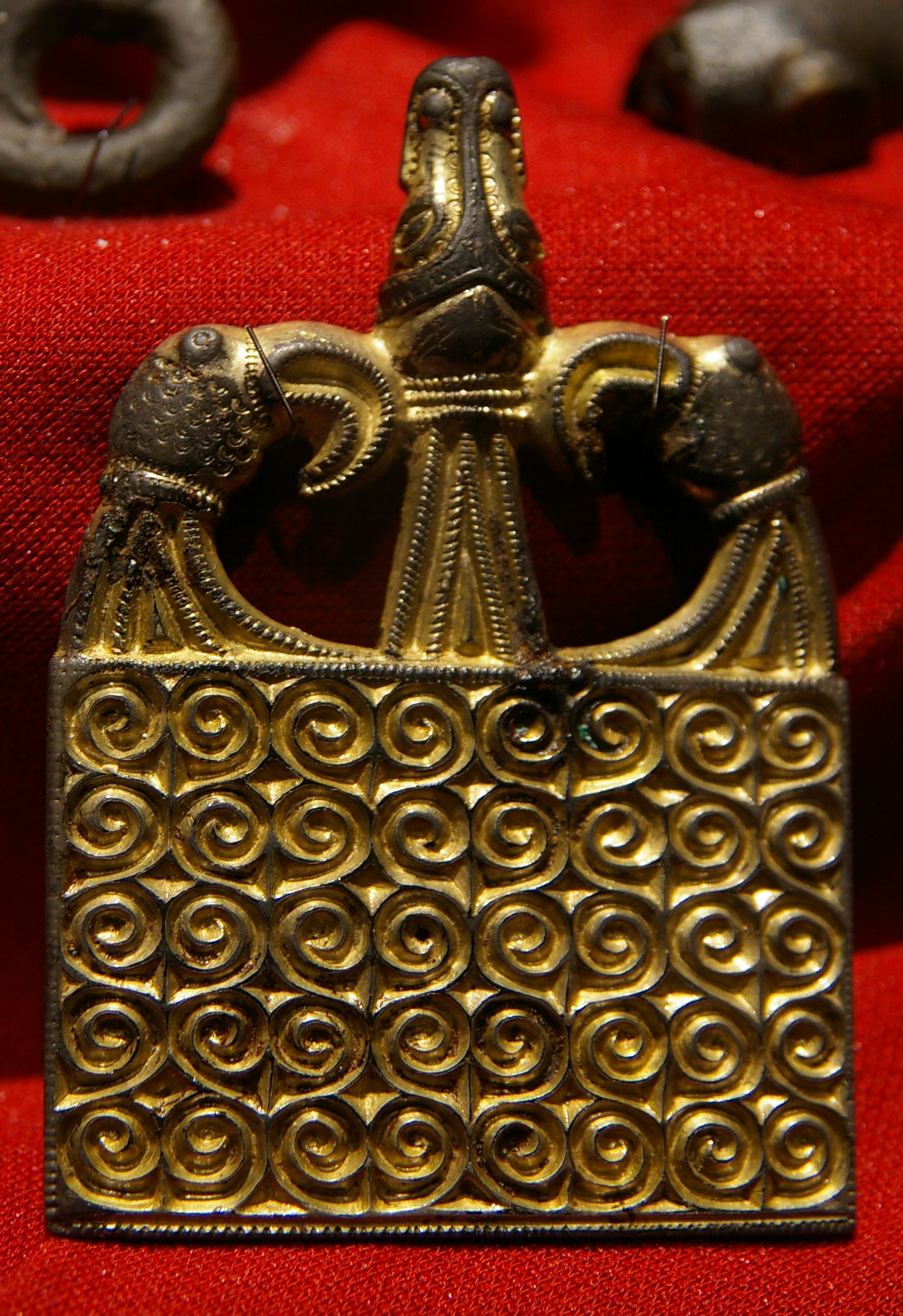
Munbleck (svärdsskida).
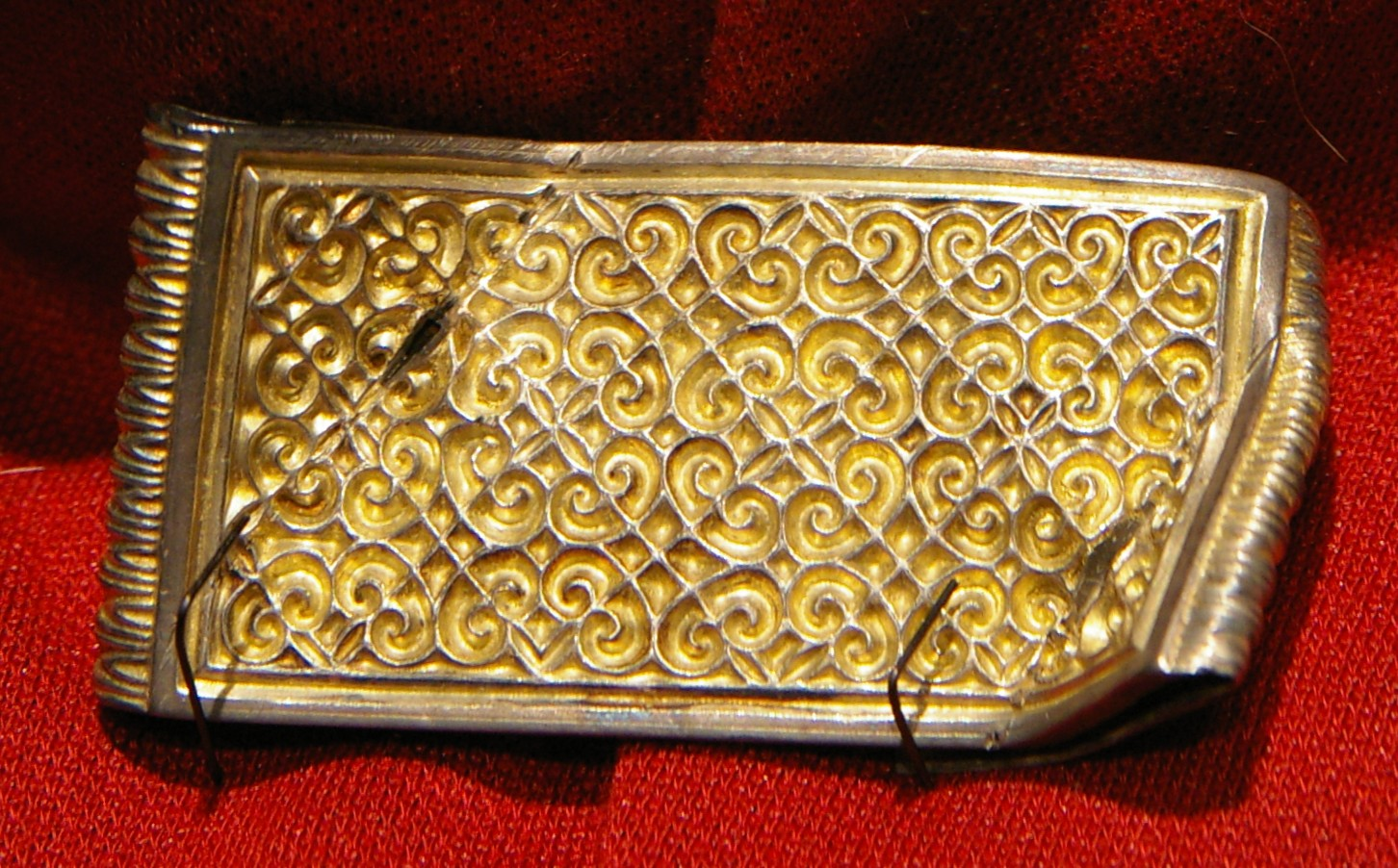
Munbleck (svärdsskida).

## Fyndplatsen
Finnestorps offermosse är belägen på gränsen mellan Larvs socken och Trävattna socken, Laske härad och Vilske härad, samt Vara kommun och Falköpings kommun.
Finnestorp är beläget i en gränsbygd där tre landskapstyper möts, skogsbygden i söder, slättbygden i norr och Falbygden i öster. Katebrobäcken har sannolikt haft ett meandrande lopp och det kan ha förekommit småsjöar längs bäckens lopp. Mossen som idag ligger betydligt högre än Lidan, låg sannolikt betydligt lägre på 500-talet och var en grund sjö som vattenfylldes när vårfloden fick ån att svämma över. Rester av ett pålverk har hittats tillsammans med hästben, och visar att det funnits någon form av fast anläggning.

## Offerplatsen
Platsen i Finnestorp är en våtmarksbaserad krigsbytesofferplats. Det vill säga krigsbyten i form av stridshingstar, utrustning och människor har offrats i en grund sjö eller våtmark. Alla fynd i Finnestorp har systematiskt slagits sönder och ibland bränts. I mossen har man funnit vapen, seldon, hästar och människor som offrats.
Historieskrivaren Tacitus beskriver i Germania hur stammar på Jylland har offerriter för fruktbarhetsgudinnan Nerthus. Kyrkofadern Paulus Orosius beskriver Cimbrernas offerriter, där förlorarnas vapen och utrustning slogs sönder och kastades i floden, hästarna dränktes och tillfångatagna soldater hängdes i träden.
Offerplatsen har grävts ut vid två tillfällen under 2000-talet, åren 2000–2004 och 2008–2012. Sedan 2021 finns fynden på Västergötlands museum och tanken är att de skall bli stommen i en ny basutställning.
Föreningen Finnestorps Vänner har satt upp informationstavlor och anordnar visningar.